# Кормилята
Кормиля́та (рос. Кормилята) — присілок у складі Білохолуницького району Кіровської області, Росія. Входить до складу Поломського сільського поселення.
Населення поселення становить 12 осіб (2010, 36 у 2002).
Національний склад станом на 2002 рік — росіяни 100 %.